# Антимасонство
Антимасонството е противопоставянето, опозицията на масонството по различни видове причини – политически, религиозни и свързани с конспиративните теории. Има различни сили, които се противопоставят на масонството, но няма единно антимасонско движение. То се заражда в края на XVIII век.
В САЩ антимасонството се свързва с антимасонската партия, политическа организация, която се появява след изчезването на Уилям Морган в Ню Йорк през 1826 г. Бивш масон, Морган написва книга, която има за цел да разкрие тайните на масоните. Пуска се слух, че Уилям Морган е убит от масоните, вследствие на което се надига недоволство и призив да не се дава достъп на масоните до власт и държавни служби. Антимасонството се разпространява от Ню Йорк до съседни щати и повлиява на много местни и държавни избори. 